# Ramon Arrufat i Arrufat
Ramon Arrufat i Arrufat (les Borges Blanques, Garrigues 1897 - Barcelona 1981) fou un escriptor i polític independentista català. Procedia d'una família de pagesos, i de ben jove s'afilià a Estat Català. Es traslladà a Barcelona el 1925, i escriví a Estat Català i a La Nació Catalana. Participà en la formació d'Esquerra Republicana de Catalunya i, posteriorment, se'n separà arran de la discussió per l'Estatut de 1932 per a formar part del grup Elements d'Estat Català i més tard del Partit Nacionalista Català.
Després de la Guerra Civil Espanyola va romandre a Catalunya, però condemnat al silenci. També va militar al Front Nacional de Catalunya. Va escriure una biografia de Francesc Macià que ha romàs inèdita fins al 2007. Abans de morir va fer donació del seu fons documental a l'Arxiu Nacional de Catalunya.
Amic entranyable de Joan Lucas i Masjoan. L'octubre de 1937 veia clar que la revolució i la guerra eren perdudes i preconitzava parlar amb una potència estrangera. Pensava, és clar, en la França de Joan Massot i Rodamilans i Daniel Cardona i Civit. No es va exiliar, no parava de conspirar i va patir presó. No acceptava la condició de vençut i deia: "El nacionalisme català no reeixirà mentre ens preocupem de la sort o dissort de la política espanyola."

## Obres
- Catalunya poble dissortat (1933), amb Josep Casals i Freixes
- Catalunya, Pi i Margall i el catalanisme (1934)
- La solució [sic] Cambó (1946) pseudònim de Ramon de les Borges Blanques.
- La unidad hispánica. España y Cataluña 1892-1939 (1946, amb l'heterònim Pelayo Meléndez Solá)
- Macià, inèdita fins al 2007

## Fons personal
El seu fons personal es conserva a l'Arxiu Nacional de Catalunya. El fons ha estat conservat pel seu productor fins a la seva mort. Dolors Arrufat i Figueres, filla i hereva de Ramon Arrufat, i Josefina Martínez i Castro, usufructuària i vídua del finat, van custodiar la documentació fins al seu ingrés a l'ANC seguint la voluntat de Ramon Arrufat. El fons va ingressar a l'ANC en virtut de contracte de dipòsit, signat a Barcelona, el 10 de juny de 1983 entre la Generalitat de Catalunya i Dolors Arrufat i Figueres i Josefina Martínez i Castro, filla i vídua respectivament de Ramon Arrufat i hereves legals del fons. La documentació va ingressar el 26 de maig de 1983. Posteriorment, Víctor Castells i Benosa, el 28 de novembre de 2000, donà a l'ANC el tercer volum del Breviari dels Pensaments. El fons conté la documentació generada i rebuda per Arrufat; documentació personal, documentació produïda en funció de la seva activitat política i social (informes, conferències, manifestos) i especialment, pel seu interès, cal destacar l'apartat d'obra original pròpia i la pertanyent a altres autors (comèdia, poesia, novel·la, cançó, assaig, treballs històrics, articles, etc.) i la correspondència. En aquest sentit, també cal fer esment de la biblioteca, l'hemeroteca, les imatges i el material sonor.